# The Ferryman
The Ferryman est une pièce du dramaturge britannique Jez Butterworth de 2017. L'action de la pièce est située pendant les troubles et l'histoire est celle de la famille d'un ancien militant de l'IRA, vivant dans leur ferme dans le comté rural d'Armagh, en Irlande du Nord en 1981. 

## Productions

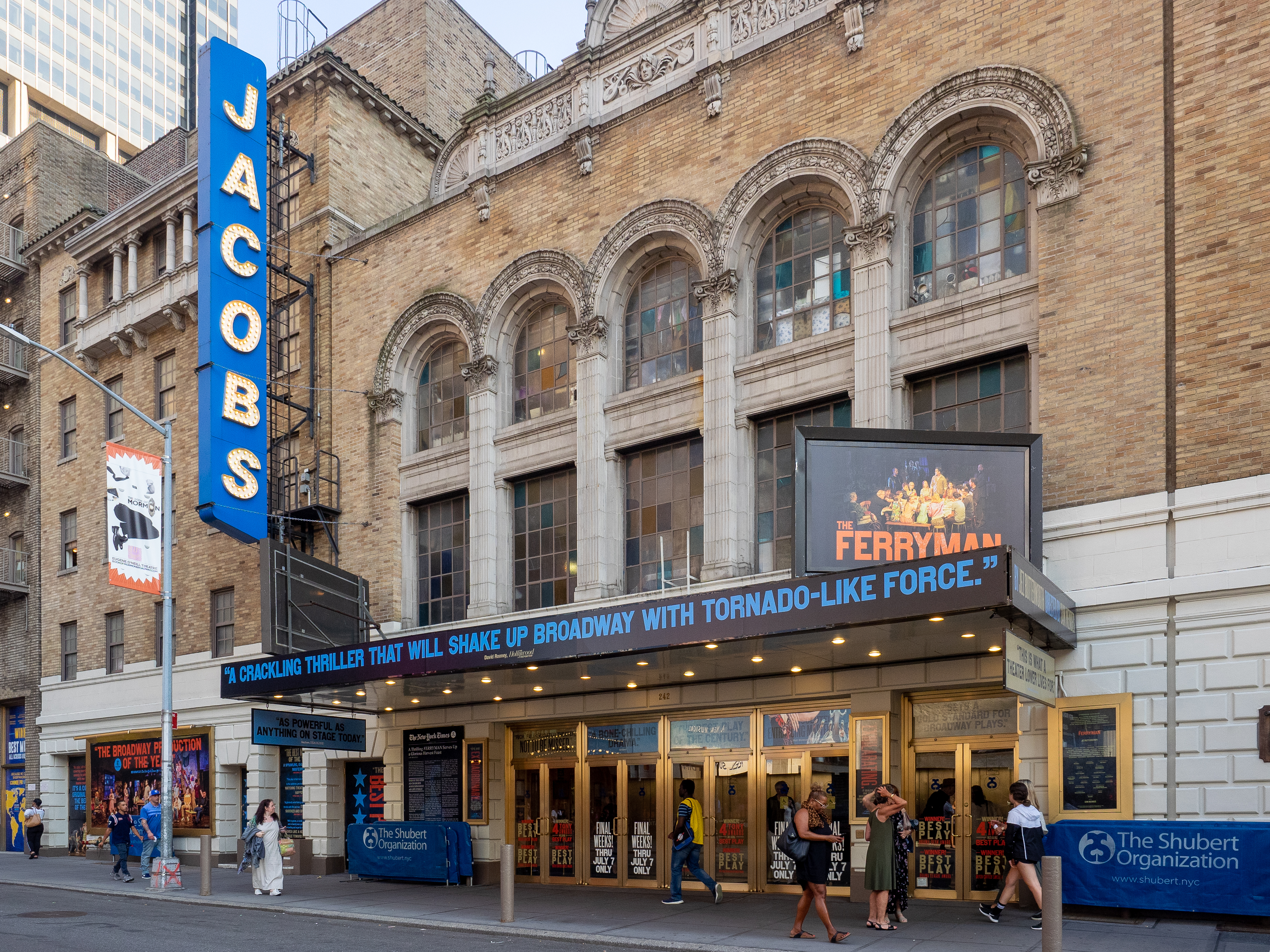
The Ferryman au Jacobs Theatre, en 2019.

The Ferryman connait sa première mondiale au Royal Court Theatre le 24 avril 2017 et y est jouée jusqu'au 20 mai, sous la direction de Sam Mendes. C'était la pièce la plus vendue de l'histoire du Royal Court Theatre. Le casting comprenait Paddy Considine, Laura Donnelly (la disparition de son oncle réel, Eugene Simons, a été l'inspiration pour l'intrigue de Butterworth), Genevieve O'Reilly, Bríd Brennan, Fra Fee, John Hodgkinson, Stuart Graham, Gerard Horan, Carla Langley, Des McAleer, Conor MacNeill, Rob Malone, Dearbhla Molloy, Eugene O'Hare et Niall Wright. 
La production est transférée au Théâtre Gielgud, première le 29 juin 2017, après des avant-premières depuis le 20 juin. Après un premier changement de distribution le 9 octobre 2017 avec William Houston (Quinn Carney), Sarah Greene (Caitlin Carney), Ivan Kaye (Tom Kettle) et d'autres encore qui ont tous rejoint la compagnie, un deuxième changement de distribution a lieu le 8 janvier 2018, avec Rosalie Craig, Owen McDonnell (comme Quinn Carney), Laurie Kynaston (comme Oisin Carney) et Justin Edwards. La production a arrêté le 19 mai 2018. 
La production a été transférée au Bernard B. Jacobs Theatre de Broadway, dont les avant-premières ont commencé le 2 octobre 2018. La pièce, qui a remporté quatre Tony Awards, s'est terminée le 7 juillet 2019,.

## Distribution et personnages
| Rôle              | Cour royale / 1er casting de Gielgud                      | 2e casting de Gielgud                                     | Casting original de Broadway |
| ----------------- | --------------------------------------------------------- | --------------------------------------------------------- | ---------------------------- |
| Tante Maggie loin | Brid Brennan                                              | Maureen Beattie                                           | Fionnula Flanagan            |
| Lawrence Malone   | Turlough Convery                                          | Glenn Speers                                              | Glenn Speers                 |
| Michael Carney    | Fra Fee                                                   | Fra Fee                                                   | Fra Fee                      |
| Muldoon           | Stuart Graham                                             | Stuart Graham                                             | Stuart Graham                |
| Tom Kettle        | John Hodgkinson                                           | Ivan Kaye                                                 | Justin Edwards               |
| Shena Carney      | Carla Langley                                             | Carla Langley                                             | Carla Langley                |
| Diarmaid Corcoran | Conor MacNeill                                            | Conor MacNeill                                            | Conor MacNeill               |
| Tante Pat         | Dearbhla Molloy                                           | Dearbhla Molloy                                           | Dearbhla Molloy              |
| Mary Carney       | Geneviève O'Reilly                                        | Catherine McCormack                                       | Geneviève O'Reilly           |
| Quinn Carney      | Paddy Considine                                           | William Houston                                           | Paddy Considine              |
| Caitlin Carney    | Laura Donnelly                                            | Sarah Greene                                              | Laura Donnelly               |
| Shane Corcoran    | Tom Glynn-Carney                                          | Laurie Davidson                                           | Tom Glynn-Carney             |
| Père Horrigan     | Gerard Horan                                              | Charles Dale                                              | Charles Dale                 |
| Oncle Pat         | Des McAleer                                               | Mark Lambert                                              | Mark Lambert                 |
| Oisin Carney      | Rob Malone                                                | Rob Malone                                                | Rob Malone                   |
| Frank Magennis    | Eugene O'Hare                                             | Fergal McElherron                                         | Dean Ashton                  |
| JJ Carney         | Niall Wright                                              | Niall Wright                                              | Niall Wright                 |
| Mercy Carney      | Elise Alexandre Darcey Conway Darcy Jacobs Scarlett Nunes | Elise Alexandre Darcey Conway Darcy Jacobs Scarlett Nunes | Willow McCarthy              |
| Honor Carney      | Sophia Ally Grace Doherty                                 | Matilda Zazie Lucy Warburton                              | Matilda Lawler               |
| Nunu Carney       | Clara Murphy Angel O'Callaghan                            | Clara Murphy Angel O'Callaghan                            | Brooklyn Shuck               |
| Declan Corcoran   | Michael McCarthy Xavier Moras Spencer Jack Nuttall        | Alex Warburton Jack Nuttall Tom Harrison                  | Michael Quinton McArthur     |

## Récompenses et nominations

### Production londonienne
| Année | Remise des prix                 | Catégorie                             | Candidat             | Résultat   |
| ----- | ------------------------------- | ------------------------------------- | -------------------- | ---------- |
| 2017  | Evening Standard Theatre Awards | Meilleure pièce                       | Jez Butterworth      | Lauréat    |
| 2017  | Evening Standard Theatre Awards | Meilleur metteur en scène             | Sam Mendes           | Lauréat    |
| 2017  | Evening Standard Theatre Awards | Meilleure actrice                     | Laura Donnelly       | Nomination |
| 2017  | Evening Standard Theatre Awards | Prix du talent émergent               | Tom Glynn-Carney     | Lauréat    |
| 2018  | Prix WhatsOnStage               | Meilleur nouveau jeu                  | Meilleur nouveau jeu | Lauréat    |
| 2018  | Prix WhatsOnStage               | Meilleur acteur dans un second rôle   | Fra Fee              | Lauréat    |
| 2018  | Prix WhatsOnStage               | Meilleur metteur en scène             | Sam Mendes           | Lauréat    |
| 2018  | Prix Laurence Olivier           | Meilleur nouveau jeu                  | Meilleur nouveau jeu | Lauréat    |
| 2018  | Prix Laurence Olivier           | Meilleur acteur                       | Paddy Considine      | Nomination |
| 2018  | Prix Laurence Olivier           | Meilleure actrice                     | Laura Donnelly       | Lauréat    |
| 2018  | Prix Laurence Olivier           | Meilleur acteur dans un second rôle   | John Hodgkinson      | Nomination |
| 2018  | Prix Laurence Olivier           | Meilleure actrice dans un second rôle | Bríd Brennan         | Nomination |
| 2018  | Prix Laurence Olivier           | Meilleure actrice dans un second rôle | Dearbhla Molloy      | Nomination |
| 2018  | Prix Laurence Olivier           | Meilleur metteur en scène             | Sam Mendes           | Lauréat    |
| 2018  | Prix Laurence Olivier           | Meilleurs décors                      | Rob Howell           | Nomination |

### Production de Broadway
| An   | Prix                                  | Catégorie                                                                            | Candidat                                                           | Résultat   |
| ---- | ------------------------------------- | ------------------------------------------------------------------------------------ | ------------------------------------------------------------------ | ---------- |
| 2019 | Tony Awards                           | Meilleur pièce                                                                       | Meilleur pièce                                                     | Lauréat    |
| 2019 | Tony Awards                           | Meilleure performance d'un acteur dans un rôle principal dans une pièce de théâtre   | Paddy Considine                                                    | Nomination |
| 2019 | Tony Awards                           | Meilleure performance d'une actrice dans un rôle principal dans une pièce de théâtre | Laura Donnelly                                                     | Nomination |
| 2019 | Tony Awards                           | Meilleure performance d'une actrice dans un rôle vedette dans une pièce              | Fionnula Flanagan                                                  | Nomination |
| 2019 | Tony Awards                           | Meilleure mise en scène d'une pièce                                                  | Sam Mendes                                                         | Lauréat    |
| 2019 | Tony Awards                           | Meilleure conception scénique d'une pièce                                            | Rob Howell                                                         | Lauréat    |
| 2019 | Tony Awards                           | Meilleure conception de costumes d'une pièce                                         | Rob Howell                                                         | Lauréat    |
| 2019 | Tony Awards                           | Meilleure conception d'éclairage d'une pièce                                         | Peter Mumford                                                      | Nomination |
| 2019 | Tony Awards                           | Meilleure conception sonore d'une pièce                                              | Nick Powell                                                        | Nomination |
| 2019 | Prix Drama Desk                       | Jeu exceptionnel                                                                     | Jeu exceptionnel                                                   | Lauréat    |
| 2019 | Prix Drama Desk                       | Acteur vedette exceptionnel dans une pièce de théâtre                                | Tom Glynn-Carney                                                   | Lauréat    |
| 2019 | Prix Drama Desk                       | Réalisateur exceptionnel d'une pièce                                                 | Sam Mendes                                                         | Lauréat    |
| 2019 | Prix Drama Desk                       | Conception sonore exceptionnelle dans une pièce                                      | Nick Powell                                                        | Lauréat    |
| 2019 | Prix de la ligue dramatique           | Production exceptionnelle d'une pièce de Broadway ou hors Broadway                   | Production exceptionnelle d'une pièce de Broadway ou hors Broadway | Lauréat    |
| 2019 | Prix de la ligue dramatique           | Distinguished Performance Award                                                      | Paddy Considine                                                    | Nomination |
| 2019 | Prix du cercle des critiques externes | Nouvelle pièce de Broadway exceptionnelle                                            | Nouvelle pièce de Broadway exceptionnelle                          | Lauréat    |
| 2019 | Prix du cercle des critiques externes | Actrice vedette exceptionnelle dans une pièce de théâtre                             | Fionnula Flanagan                                                  | Nomination |
| 2019 | Prix du cercle des critiques externes | Réalisateur exceptionnel d'une pièce                                                 | Sam Mendes                                                         | Lauréat    |
| 2019 | Prix du cercle des critiques externes | Conception scénique exceptionnelle (pièce ou musical)                                | Rob Howell                                                         | Nomination |
| 2019 | Prix du cercle des critiques externes | Conception de costumes exceptionnelle (pièce ou musical)                             | Rob Howell                                                         | Nomination |